# Charmops granulosus
Charmops granulosus är en stekelart som beskrevs av Gupta 1989. Charmops granulosus ingår i släktet Charmops och familjen brokparasitsteklar. Inga underarter finns listade i Catalogue of Life.